# Эпъёган
Эпъёган (устар. — Эп-Юган) — река в России, протекает по Ханты-Мансийскому АО. Устье реки находится в 224 км по левому берегу реки Лыхн. Длина реки составляет 53 км.
В 17 км от устья, по правому берегу реки впадает река Ун-Юволсоим.

## Данные водного реестра
По данным государственного водного реестра России относится к Нижнеобскому бассейновому округу, водохозяйственный участок реки — Обь от впадения Иртыша до впадения реки Северная Сосьва, речной подбассейн реки — бассейны притока Оби от Иртыша до впадения Северной Сосьвы. Речной бассейн реки — (Нижняя) Обь от впадения Иртыша.
Код объекта в государственном водном реестре — 15020100112115300021880.